# Narciso Orellana
Narciso Oswaldo Orellana (Texistepeque , El Salvador, 28 de enero de 1995) es un futbolista salvadoreño que juega como mediocentro defensivo, su equipo actual es el Alianza Fútbol Club de la Primera División de El Salvador.

## Trayectoria

### C.D. Titán

#### 2010-2013
Inició su carrera deportiva en el Club Deportivo Titán, de Texistepeque de la Segunda División de El Salvador a partir del año 2010 y se mantuvo en el equipo por cuatro años. Durante su estadía con el club disputó 66 partidos y anotando 8 goles. Poco tiempo después, los equipos de la primera división vieron las cualidades que poseía Orellana y pusieron su interés en llevarlo a sus plantillas al jugador.

### A.D. Isidro Metapán

#### Temporada 2013-2014
Debutó oficialmente en su primer equipo de Primera División, el cual fue el Isidro Metapán, bajo la confianza del entrenador Jorge Rodríguez, el 4 de agosto de 2013 en un encuentro ante Santa Tecla F.C., partido que empatarían los caleros 3-3 disputando todo el primer tiempo y sustituido a los 46 minutos del segundo tiempo. El 8 de diciembre, disputó con su club las semifinales de vuelta con Atlético Marte después de ganar la repesca con Alianza F.C. por igualación de puntos en la tabla general, siendo expulsado Orellana a los 21 minutos del primer tiempo y así perderse de disputar su primera final, su club ganó la serie 3-2. En su primer torneo con el club disputó 21 partidos y acumuló un total de 1596 minutos, siendo nombrado el novato del torneo.

### Temporada 2014-2015
El 18 de enero de 2014, inició el Torneo Clausura 2014, Orellana disputó 84 minutos en el partido contra Juventud Independiente en la victoria por 3-1 a favor de los caleros. Isidro Metapán se clasificó de 2° lugar a las semifinales del torneo y se enfrentó al Juventud Independiente, en la ida finalizó 2-2 y en la vuelta 2-0, llegando a su segunda final consecutiva. El partido de la final se enfrentó al Deportivo Dragón, el 25 de mayo con marcador de 0-0, el cual se decidió por la vía de los penales el cual su equipo ganó por 6-5, y así logrando su segundo campeonato profesional consecutivo. Orellana disputó 71 minutos en el partido de la final.
Para el Apertura 2014, logró su primera anotación un año después el 17 de agosto de 2014 ante Deportivo Universidad de El Salvador a los 89 minutos, su gol le dio la victoria a su club 0-1. En dicho torneo logró participar durante 18 juegos, acumulando 1,462 minutos y su equipo clasificó 4° lugar en la tabla general y así logrando clasificar a las semifinales. En las semifinales se enfrentó contra Santa Tecla, partido en el cual su club ganó la serie 2-1, logrando su pase a la tercera final consecutiva. El 20 de diciembre de ese año, se dio la final contra Deportivo Águila, en el estadio cuscatlan, y acabó empatado en los 90 minutos y en los tiempos extras, el cual se decidió por la vía de los penales el cual su equipo ganó por 2-3, y así logrando su tercer campeonato profesional consecutivo. Orellana disputó todo el partido de la final.

### Temporada 2015-2016
Para el Torneo Clausura 2015, Orellana jugó 19 partidos y anotó un gol y 3 asisteoncias. Isidro Metapán clasificó de 1° lugar a las semifinales del torneo y se enfrentó al Deportivo FAS, en la ida finalizó 0-2 y en la vuelta 0-1, llegando a su cuarta final consecutiva. Para los encuentros de semifinales participó los 90 minutos. El 24 de mayo de ese año, se dio la final contra Santa Tecla F.C., y acabó empatado a un gol, el cual se decidió por la vía de los penales, y su equipo perdió, logrando el subcampeonato de la competición.

### Alianza F.C.
El 23 de mayo de 2017, el equipo aliancista informó por un comunicado de prensa el fichaje de Orellana, por 2 años.

## Clubes
Actualizado al último partido jugado el 25 de mayo de 2025.
| Asociación Deportiva Isidro Metapán · El Salvador | 1.ª                 | 2013-14             | 38  | 0  | - | - | 3  | 0 | 41  | 0  |
| Asociación Deportiva Isidro Metapán · El Salvador | 1.ª                 | 2014-15             | 37  | 2  | - | - | 4  | 0 | 41  | 2  |
| Asociación Deportiva Isidro Metapán · El Salvador | 1.ª                 | 2015-16             | 38  | 1  | - | - | 3  | 0 | 41  | 1  |
| Asociación Deportiva Isidro Metapán · El Salvador | 1.ª                 | 2016-17             | 47  | 2  | - | - | -  | - | 47  | 2  |
| Asociación Deportiva Isidro Metapán · El Salvador | Total               | Total               | 160 | 5  | 0 | 0 | 10 | 0 | 170 | 5  |
| Alianza Fútbol Club · El Salvador                 | 1.ª                 | 2017-18             | 41  | 1  | - | - | 4  | 0 | 45  | 1  |
| Alianza Fútbol Club · El Salvador                 | 1.ª                 | 2018-19             | 45  | 3  | - | - | 2  | 0 | 47  | 3  |
| Alianza Fútbol Club · El Salvador                 | 1.ª                 | 2019-20             | 26  | 2  | - | - | 10 | 0 | 36  | 2  |
| Alianza Fútbol Club · El Salvador                 | 1.ª                 | 2020-21             | 40  | 2  | - | - | 1  | 0 | 41  | 2  |
| Alianza Fútbol Club · El Salvador                 | 1.ª                 | 2021-22             | 31  | 1  | - | - | 1  | 0 | 32  | 1  |
| Alianza Fútbol Club · El Salvador                 | 1.ª                 | 2022-23             | 30  | 0  | - | - | 5  | 0 | 35  | 0  |
| Alianza Fútbol Club · El Salvador                 | 1.ª                 | 2023-24             | 28  | 0  | - | - | -  | - | 28  | 0  |
| Alianza Fútbol Club · El Salvador                 | 1.ª                 | 2024-25             | 40  | 1  | - | - | 2  | 0 | 42  | 1  |
| Alianza Fútbol Club · El Salvador                 | 1.ª                 | 2025-26             |     |    |   |   |    |   |     |    |
| Alianza Fútbol Club · El Salvador                 | Total               | Total               | 281 | 10 | 0 | 0 | 25 | 0 | 306 | 10 |
| Total en su carrera                               | Total en su carrera | Total en su carrera | 441 | 15 | 0 | 0 | 35 | 0 | 476 | 15 |
| (2) No incluye goles en partidos amistosos.       |                     |                     |     |    |   |   |    |   |     |    |

Segunda División de El Salvador
| Club                 | País        | Año         | Partidos | Goles |
| -------------------- | ----------- | ----------- | -------- | ----- |
| Club Deportivo Titán | El Salvador | 2010 - 2014 | 66       | 8     |
| Total:               | Total:      | Total:      | 66       | 8     |

### Selección nacional
| Selección                                  | Año                 | Partidos | Goles |
| ------------------------------------------ | ------------------- | -------- | ----- |
| El Salvador Sub-21                         |                     |          |       |
| 2014                                       | 3                   | 0        |       |
| El Salvador Sub-20                         |                     |          |       |
| 2015                                       | 5                   | 0        |       |
| Total en su carrera                        | Total en su carrera | 8        | 0     |
| El Salvador                                |                     |          |       |
| 2014                                       | 3                   | 0        |       |
| 2015                                       | 5                   | 0        |       |
| 2016                                       | 0                   | 0        |       |
| 2017                                       | 6                   | 0        |       |
| 2018                                       | 4                   | 0        |       |
| 2019                                       | 14                  | 1        |       |
| 2020                                       | 1                   | 0        |       |
| 2021                                       | 11                  | 0        |       |
| 2022                                       | 12                  | 0        |       |
| 2023                                       | 12                  | 0        |       |
| 2024                                       | 5                   | 0        |       |
| Total en su carrera                        | Total en su carrera | 73       | 1     |
| Estadísticas hasta el 15 de junio de 2024. |                     |          |       |

### Palmarés
| Club                | País        | Año           |
| ------------------- | ----------- | ------------- |
| A.D. Isidro Metapán | El Salvador | Apertura 2013 |
| A.D. Isidro Metapán | El Salvador | Clausura 2014 |
| A.D. Isidro Metapán | El Salvador | Apertura 2014 |
| Alianza F.C.        | El Salvador | Apertura 2017 |
| Alianza F.C.        | El Salvador | Clausura 2018 |
| Alianza F.C.        | El Salvador | Apertura 2019 |
| Alianza F.C.        | El Salvador | Apertura 2020 |
| Alianza F.C.        | El Salvador | Apertura 2021 |
| Alianza F.C.        | El Salvador | Clausura 2022 |
| Alianza F.C.        | El Salvador | Clausura 2024 |